# Rudolph von Marzin

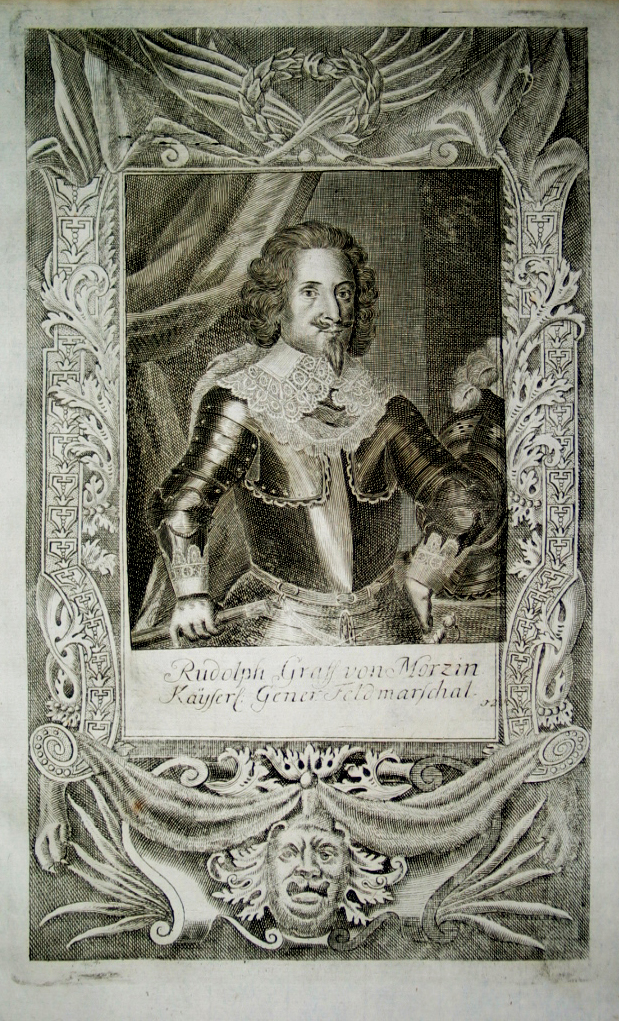
Rudolf von Morzin

Freiherr Rudolph von Marzin, auch: Rudolph von Marazin oder Morzin, (* um 1600; † 1646 in Prag) war ein kursächsischer Generalfeldmarschall.

## Leben
Seine Eltern waren Blasius von Morzin und dessen Ehefrau die Gräfin Hieronyma von Althann-Salwarol.
Er stammte ursprünglich aus Böhmen, wo sein Bruder Paul von Marzin († 1688) über die Herrschaften Hohenelbe, Lamnitz sowie Neukunstberg und andere herrschte.
Er war zunächst in den Diensten von Sigismund III. von Polen. Er ging danach ins moskowitische und dann in die Dienste des deutschen Kaisers Ferdinand II.
Während des Dreißigjährigen Krieges war er 1631 Kommandant von Neubrandenburg. Er musste die Stadt nach einer Belagerung den Schweden übergeben. Im September 1631 kämpfte er in der Schlacht bei Breitenfeld und führte sein Regiment unter Wallenstein nach Böhmen, um es aufzustocken. Danach stellte er ein Heer von 3000 Mann, um im Oberösterreichischen Bauernkrieg die aufständischen Bauern zu bekämpften, die mit Ketten die Donau gesperrt hatten. Danach stand er mit Wallenstein bei Nürnberg und kämpfte in der Schlacht bei Lützen, von dort zog er weiter nach Schweidnitz.
1633 wurde er Generalwachtmeister und schloss am 13. Oktober 1633 ein schwedisches Corps unter dem Grafen von Thurn und dessen Oberst Duval in Steinau an der Oder ein. 1634 kämpfte er in der Oberpfalz gegen die Schweden, und war sowohl an der Belagerung von Regensburg beteiligt als auch an der Schlacht bei Nördlingen. Dabei fiel er auch dem Kaiser auf, der ihm ein Dankschreiben schickte. Anschließend wurde er zum Kommandanten in Schlesien befördert, wo er nach dem mit Kursachsen geschlossenen Prager Frieden die sächsisch besetzten Orte wieder für den Kaiser in Besitz nahm und an der Seite der Sachsen gegen die Schweden unter Carl Gustav Wrangel vorrückte. Im Oktober eroberte er Frankfurt an der Oder, stieß über Landsberg an der Warthe nach Pommern vor, wo er Stargard eroberte und das belagerte Gartz entsetzte.
Am 2. Dezember 1635 eroberte er Havelberg. Als jedoch die Schweden Verstärkung bekamen, musste er sich zunächst aus Pommern nach Landsberg an der Warthe zurückziehen und von dort aus weiter in Richtung Schlesien. Er vereinigte sich kurz mit der kursächsischen Armee und den Hatzfelder Truppen, um 1636, inzwischen zum Generalfeldzeugmeister befördert, wiederum nach Pommern vorzustoßen. Im Handstreich fiel am 14. Juli Stargard, danach zog er Richtung Oder zur erneuten Vereinigung mit der kursächsischen Armee. Im Oktober kämpfte er in der Schlacht bei Wittstock, die gegen die Schweden verloren ging. Er wurde von einem Geschoss am Kopf gestreift und verlor ein Auge. Ab 1637 verfolgte er den schwedischen Feldmarschall Johan Banér wieder nach Pommern. 1638 wurde er zum kursächsischen General-Feldmarschall befördert. Er zog seine Truppen in der Lausitz zusammen, vereinigte sie in Mecklenburg mit den Kaiserlichen, wurde aber bei Dömitz von den Schweden geschlagen.
1639 wurde er zur Planung des nächsten Feldzuges an den Wiener Hof gerufen, wo er seit 1635 den Titel eines Hofkriegsrates und Kämmerers innehatte. Nachdem er wieder bei den kursächsischen Truppen war, versuchte er das von den Schweden belagerte Freiberg zu entsetzen. Dazu vereinigte er sich mit dem kaiserlichen Generalwachtmeister Johann Christoph von Puchheim. Sie wurden jedoch in der Schlacht bei Chemnitz von den Schweden angegriffen und geschlagen, wobei Puchheim in Gefangenschaft geriet. Marzin wurde danach als Feldmarschall aus kursächsischen Diensten entlassen und begab sich nach Böhmen. Er starb 1646 in Prag.
Marzin war mit der Freiin Sabina Sylvia Wrzowzin von Wrzowetz, verwitweten Gräfin Hrzan-Harras verheiratet. Das Paar blieb ohne Kinder, aber seine Frau brachte Stiefkinder aus der ersten Ehe mit. Die Stieftochter Maria Elisabeth von Hrzan-Harras wurde 1640 mit seinem Bruder Paul verheiratet. Marzin vererbte seinem Bruder die Herrschaft Vrchlab.